# Bromma en Lövlund
Bromma en Lövlund (Zweeds: Bromma och Lövlund) is een småort in de gemeente Vallentuna in het landschap Uppland en de provincie Stockholms län in Zweden. Het småort heeft 50 inwoners (2005) en een oppervlakte van 4 hectare. Eigenlijk bestaat het småort uit twee plaatsen: Bromma en Lövlund. Het småort wordt omringd door zowel landbouwgrond en bos als rotsachtig gebied. Ongeveer een kilometer ten westen van het småort loopt de Europese weg 18 en de plaats Vallentuna ligt ongeveer vijfentwintig kilometer ten zuiden van het småort.